# Roland Števko
Roland Števko (né le 8 avril 1983 à Levice en Tchécoslovaquie) est un joueur de football slovaque.